# Columbarium de Vila-rodona
Le columbarium de Vila-rodona est un site archéologique de la Rome antique situé dans la commune de Vila-rodona (comarque de Alt Camp), dans la province de Tarragone en Catalogne,.
Le columbarium est inscrit à l'Inventaire du patrimoine architectural de Catalogne.

## Description
Le columbarium constitue le vestige romain le plus important de Vila-rodona. La structure peut être lié au rite funéraire religieux de crémation, pratiqué par les Romains. Il est daté du Ier siècle approximativement.
C'est un bâtiment de plan rectangulaire de 10 × 6 mètres. Les faces est et ouest ont des caractéristiques et des dimensions similaires : sur un socle en mortier et pierre se trouve un stylobate orné de sept arcatures. L'ensemble est fermé par un parapet sur lequel reposent quatre colonnes à chapiteaux, au-dessus desquelles se trouve la corniche. Le reste des murs est médiéval et la porte ouverte du mur est est moderne. La façade nord est la mieux conservée, à l'exception de la petite porte qui donnait sur l'abside et quatre harpons à colonnes apparaissent sur la base. La face sud est médiévale. À l'intérieur, on conserve encore l'abside, sur le mur de laquelle s'ouvrent six niches qui abritaient les urnes cinéraires (trois de chaque côté). La construction est constituée de petites pierres de taille avec joints de mortier.

## Galerie

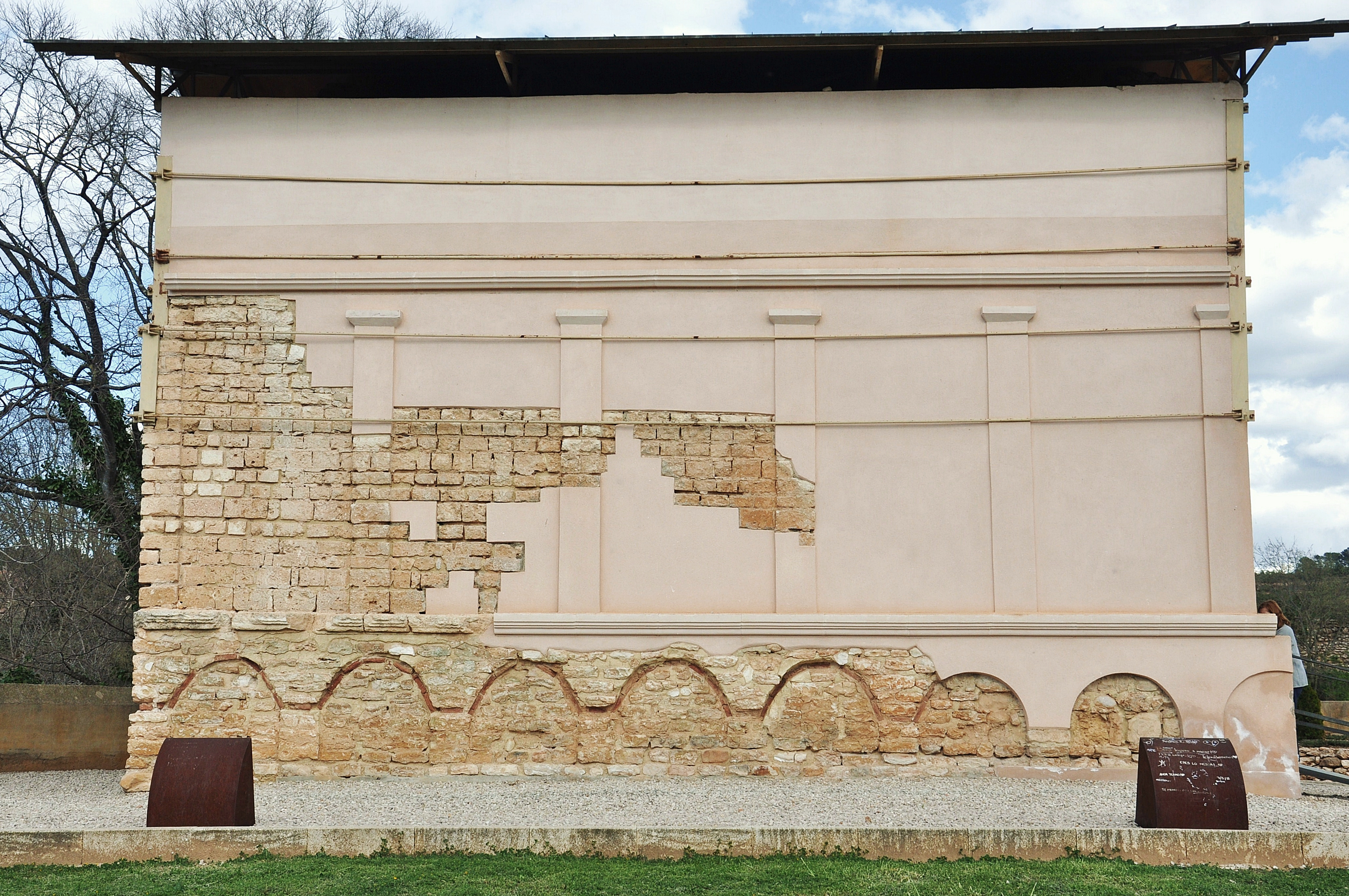
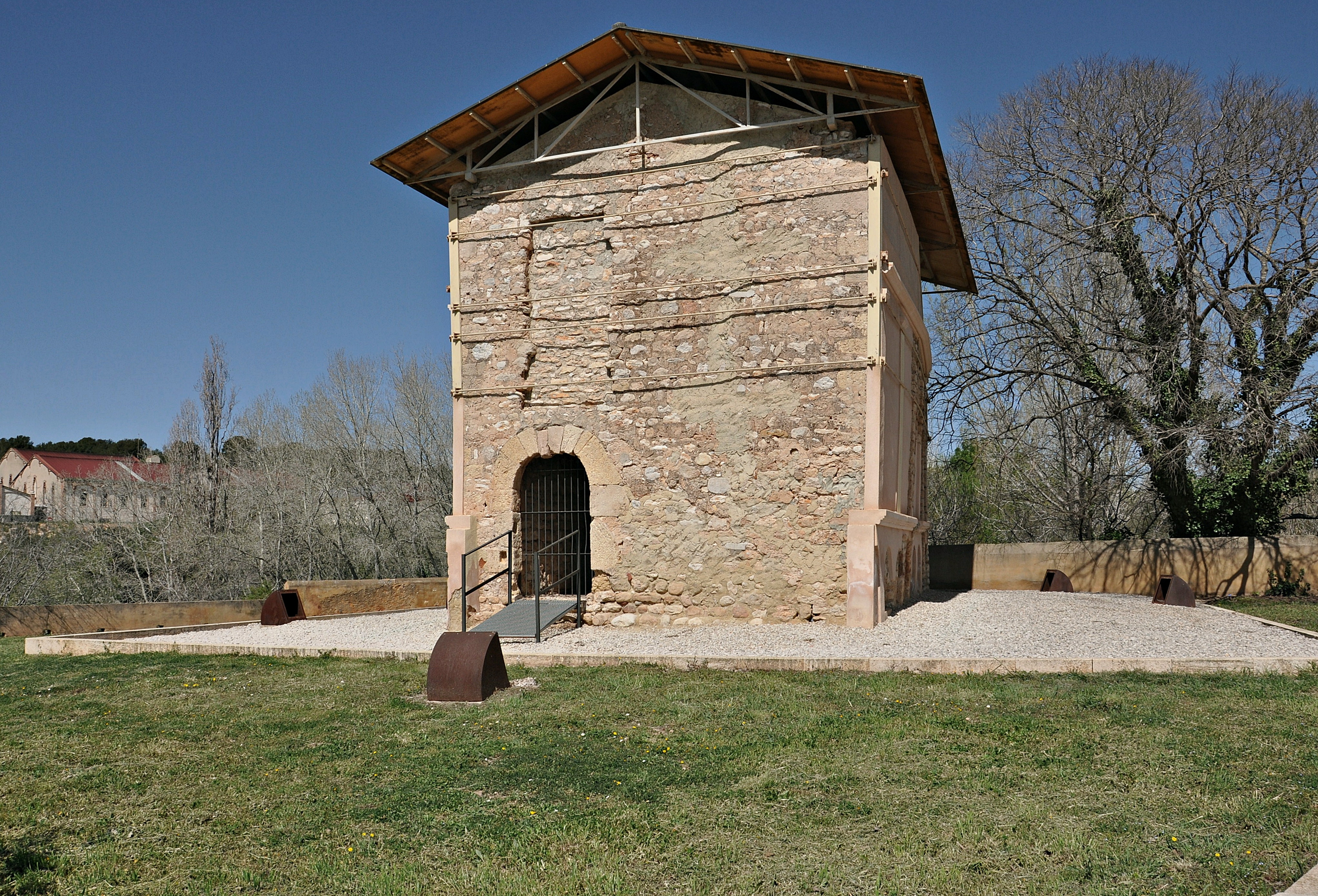